# Балтийско-беломорское позднеледниковое соединение
Балтийско-беломорское позднеледниковое соединение (Ловенов пролив) — пролив, предположительно соединявший Балтийское и Белое море в конце последней ледниковой эпохи. Согласно классическому варианту гипотезы, пролив находился на территории Восточной Карелии между Белым морем и современными Онежскм озером, следуя далее через Ладожское озеро в Финский залив Балтийского моря. Гипотеза о существовании пролива впервые была выдвинута Свеном Ловеном в 1860 году и оставалась предметом дискуссии более 100 лет. В настоящее время подавляющее большинство исследователей отрицают возможность существования такого пролива в описываемое время.

## Появление гипотезы

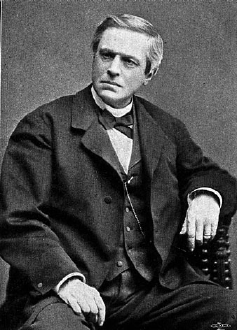
Свен Ловен

Впервые гипотеза о существовании Балтийско-беломорского морского соединения была сформулирована Свеном Ловеном в лекции «О некоторых ракообразных найденных в озёрах Веттерн и Венерн» (швед. Om några i Vättern och Vänern funna Crustaceer), прочитанной в Шведской академии наук 10 октября 1860 года. В озёрах на территории центральной Швеции были обнаружены морские виды ракообразных (Mysis relicta, Mesidotea entomon, Pontoporeia affinis, Gammaracanthus lacustris) которые имеют близкие или идентичные формы в Северном ледовитом океане, но не встречаются в водах, омывающих западные побережья Европейского континента. К этой же группе Ловен относил озёрный вид Pallasea quadrispinosa, который не встречается в Арктике, но обитает в озере Байкал.
К 1860 годам было известно, что Центральн-шведская низменность покрывалась водами моря в послеледниковую эпоху. Если все перечисленные виды не встречаются в Северной Атлантике, то для объяснения их появления в шведских озёрах оставалось предположить возможность миграцию с востока из акватории Балтийского моря, что косвенно подтверждалось наличием там Mesidotea entomon и Pontoporeia affinis. Далее, для объяснения появления арктических видов в Балтике, Ловен предположил гипотетический пролив, соединявший Балтийское и Белое море в позднеледниковую эпоху. Основанием для такого допущения послужило знакомство Ловена с работами Отто Торелля, посвящёнными покровным оледенениям Северной Европы: предполагалось, что описанные виды были обитателями водоёма, омывавшего ледниковый щит и сообщавшегося с Северным морем на западе и Белым морем на востоке. Затем, вследствие гляциоизостатического поднятия территории Карелии восточное соединение оказалось прервано, большинство морских арктических видов в Балтике вымерло, а сохранившиеся реликты оказались наиболее приспособленные к обитанию в пресной воде.
Позднее, наряду с ракообразными, Ловен отнёс к группе арктических реликтов полихеты Harmothoe sarsi и Terebellides srtömi, два вида рыб (Myoxocephalus quadricornis и Liparis vulgaris) и популяции Кольчатой нерпы в Ладожском озере и озере Сайма.

## Дискуссия о происхождении «ледниковых реликтов»
Гипотеза Балтийско-беломорского морского возникла как спекулятивная попытка объяснить зоогеографический феномен, поэтому в отсутствие убедительных прямых геологических свидетельств в пользу существования пролива, именно зоологи играли в ней ведущую роль.

### Накопление сведений о реликтах

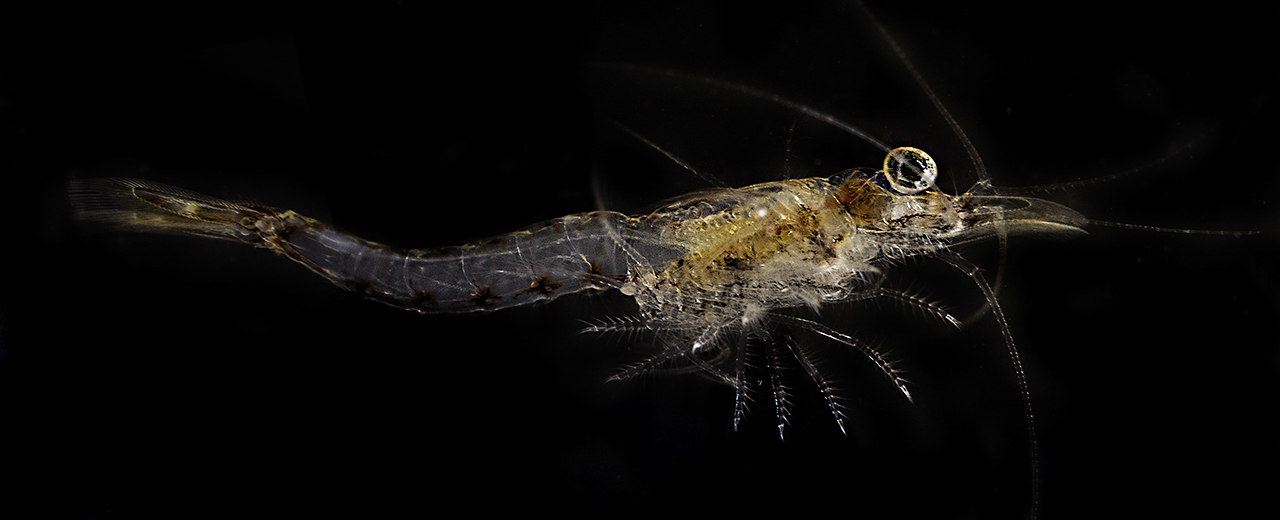
Mysis relicta

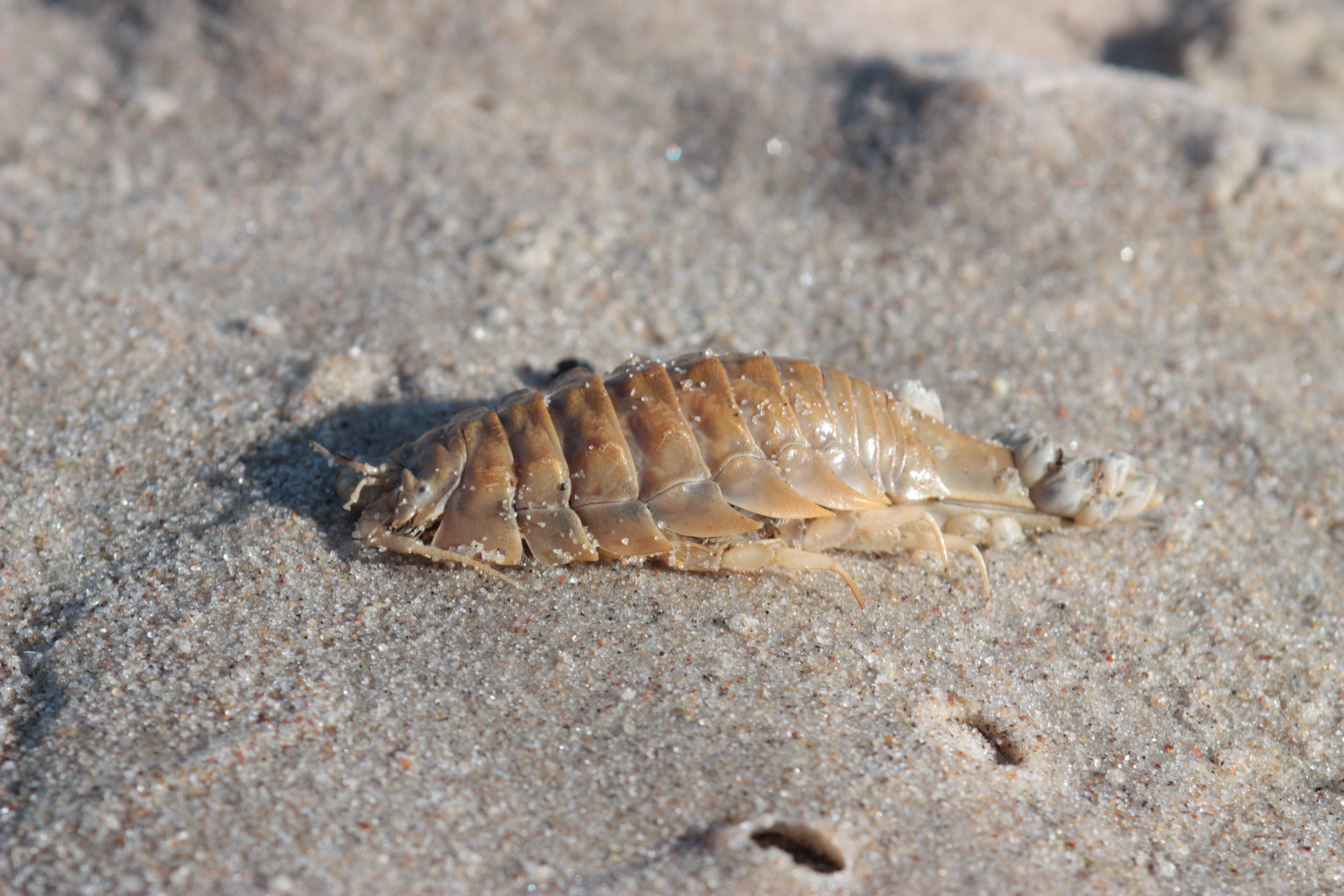
Mesidotea entomon (Морской таракан)

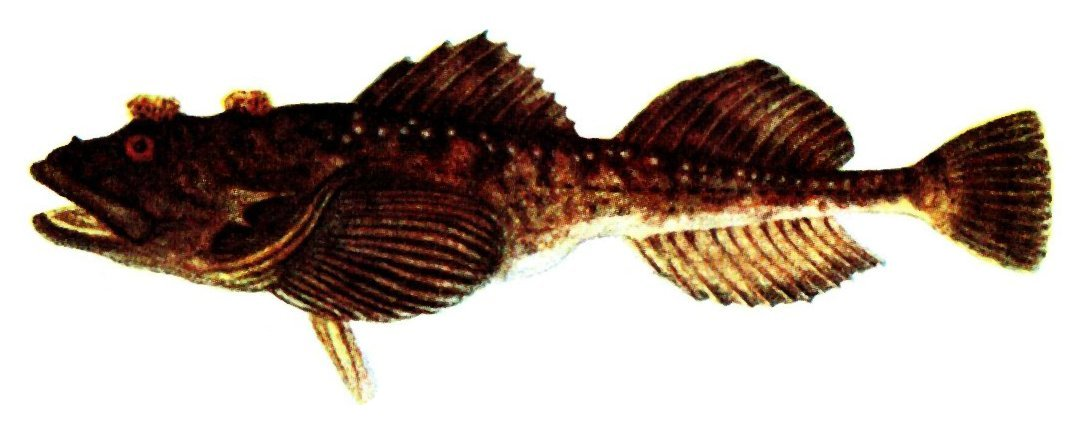
Myoxocephalus quadricornis (Четырёхрогий керчак)

Под влиянием работ Ловена ряд российских исследователей начали поиск реликтов в области предполагаемого пролива. В частности, арктические реликты были обнаружены в 1868 году в Онежском озере К. Ф. Кесслером, который, впрочем, не высказывал собственного мнения по вопросу об  их происхождении. Теория Ловена была поддержана Ф. Ф. Яржинским, выполнявшим собственные исследования в Карелии в 1868—1869 годах и обнаружившим арктические реликты в нескольких озёрах. Противниками гипотезы Ловена в России в последней четверти XIX века выступали Ф. Б. Шмидт, О. А. Гримм (1877) и И. С. Поляков (1886).
В 1887 году к списку арктических реликтов Оскаром Нордквистом была добавлена каланида Limnocalanus macrurus.
В 1900 году были обнаружены первые реликты в озёрах на территории Германии. В 1902 году Карл Везенберг-Лунд обнаружил арктические реликты на территории датского острова Зеландия (озеро Furesø). И в Германии и в Дании реликты были обнаружены в озёрах, которые расположены значительно выше отметок когда-либо покрывавшихся водами Балтийского моря в ходе послеледниковых трансгрессий, что исключало их происхождение из послеледникового морского бассейна.Противники гипотезы о проникновении реликтов с востока получили в своё распоряжение весомые аргументы: в 1910-е годы были открыты реликтовые популяции Mysis relicta в озёрах Ирландии и Pontoporeia affinis в озёрах на территории юго-западной Норвегии.
Проблемой реликтов в шведских озёрах занимался Свен Экман (добавил к перечню реликтов Halicryptus spinulosus и Pontoporeia femorata) и Леонард Ягершельд (последний принял гипотезу Ловена). В 1913 году арктические реликты были обнаружены в Онежском озере и соседних озёрах к востоку от него. С другой стороны, на территории предполагаемого пролива между Онежским и Ладожским озером, несмотря на аналогичные экологические условия, реликтовые виды обнаружить не удалось, что по мнению С. В. Герда (1951) было свидетельством против его существования.

### Гипотеза распространения реликтов через приледниковые озёра
В 1917 году шведский геолог Арвид Хёгбом для объяснения появления арктических реликтов в Каспийском и Аральском морях, предложил следующую гипотезу. При продвижения фронта покровного оледенения с севера к побережью Белого моря в глубоких заливах оказались изолированы арктические организмы. По мере дальнейшего продвижения ледника в долинах рек бассейна Белого моря сформировались ледниково-подпрудные озёра, которые перемешались на юг по мере наступления ледника пока не достигли водораздела Русской равнины и затем получили сток в южном направлении, благодаря которому арктические виды распространились вглубь континента. Хёгбом полагал, что аналогичный путём можно объяснить происхождение северо-европейских арктических реликтов.
В 1925 году Г. Ю. Верещагин обобщая материалы по арктическим реликтам Европейской России предложил разделить их на две группы: реликты, встречающиеся в водоёмах, расположенных выше чем наивысшая граница послеледниковой морской береговой линии на данной территории и реликты, которые в таких водоёмах никогда не встречаются. Реликты первой группы были отмечены в озёрах в районе Витебска и озере Селигер. К реликтам первой группы могла быть применима гипотеза Хёгбома, реликты второй группы имеют более позднее морское происхождение. В том же году Август Тинеманн предлагает подобное деление для озёр Северной Германии и, кроме того, отмечает что южная граница распределения реликтов соответствует положению краевых моренных образований. В 1928 году Л. С. Берг в качестве прямого доказательства гипотезы Хёгбома публикует данные о находках Яковлевым ленточныхх глин характерных для приледниковых водоёмов на водорозделе к северу от истока Волги.  В 1930 году гипотезу Хёгбома подержал Экман.
В 1928 году Тинеманн предлагает новое объяснение появлению морских реликтов на территории Германии: реликты происходят из Эмсского моря и заселили озёра не в позднеледниковую эпоху, а через подпрудные озёра в ходе наступления ледника, предшествовавшего последней ледниковой эпохе. Эта гипотеза была вскоре отвергнута, так как Эмсское море существовало значительно раньше, чем предполагал Тинеманн. Тем не менее, различные версии, объясняющие появление реликтов в озёрах к югу от Балтики миграцией из Балтики через ледниково-подпрудные озёра, возникавшие в ходе непродолжительных наступлений ледников на ранних стадиях дегляциации продолжали появляться. Так, в 1940 году Хенрик Мунте предложил двухстадийную модель формирования ледниковых реликтов: морские виды проникают в Балтику через пролив Эресунн вскоре после его освобождения от ледникового покрова, затем при наступлении ледника через подпрудные озёра поднимаются вглубь континента, повторное заселение Балтики морскими видами происходит уже на Иольдиевой стадии. Проникновение с востока Мунте допускал только для реликтов Онежского озера.
Благодаря гипотезе расселения реликтов через приледниковые подпрудные озёра необходимость допущения о позднеледниковом морском Балтийско-беломорском соединении для объяснения их появления в Балтике отпала. Таким образом, зоогеографические аргументы перестали играть решающую роль в дискуссии о существовании Ловенова пролива.

### Современные представления о происхождении «ледниковых реликтов»
Согласно современным представлениям, виды, первоначально объединённые Ловеном и его последователями в группу морских ледниковых реликтов, неоднородны по своему происхождению: некоторые из них распространялись через приледниковые водоёмы, что убедительно продемонстрировал Л. А. Кудерский (1971), другие проникли в Иольдиевое море с запада и оказались изолированы в озёрах после их обособления от моря.
Недавние генетические исследования позволили установить, что Mysis relicta представляет собой не один а четыре вида. Два из них (M. relicta и распространённый на Североамериканском континенте M. diluviana) существовали в континентальных пресноводных водоёмах на протяжении большей части плейстоцена и получили современное распространение благодаря приледниковым озёрам, а два других (M. salemaai и M. segerstralei) являются обитателями прибрежных вод арктических морей и проникли в современные ареалы в пределах Балтийского бассейна с запада, получив распространение в прибрежных озёрах, изолированных в ходе регрессий.
Популяции Mesidotea entomon в шведских озёрах и Ладоге, согласно современным представлениям, не могут считаться ледниковыми реликтами, так как слабо адаптированы к обитанию в пресноводных водоёмах и почти не отличаются от особей живущих в арктических морях и эстуариях сибирских рек, следовательно, проникли в эти водоёмы сравнительно недавно, не ранее Иольдиевой стадии.
Благодаря находкам ископаемых остатков, возраст которых оценивается около 10750 лет, на сегодняшний день достоверно установлено, что кольчатая нерпа проникла в Балтийское море на Иольдиевой стадии из восточной части Северного моря где обитала уже 12500 лет назад. Популяции, оказавшиеся изолированными от основной, когда озёра Сайма и Ладожское в ходе регрессии Анцилового озера обособились от Балтийского бассейна, дали начало современным подвидам Pusa hispida saimensis и Pusa hispida ladogensis соответственно.

## Геологические свидетельства существования пролива

«Позднеледниковое Иольдиевое море» иллюстрация из книги М. Саурамо «История Балтийского моря» 1958 год

Современный Балтийско-беломорский водораздел находится на высоте 125 метров над уровнем моря. Соответственно, для обоснования возможности существования морского пролива на этой территории следовало доказать, что величина гляциоизостатического поднятия за время прошедшее с момента его существования было не менее 125 метров. Величина изостатического поднятия может быть оценена по современному расположению следов береговой линии соответствующего морского бассейна. Первоначально такие оценки давались путём экстраполяции известных для северного побережья Финского залива береговых линий на территорию предполагаемого пролива, позднее стали доступны данные полученные непосредственно в Карелии. Трудность заключается в доказательстве принадлежности той или иной линии именно морскому бассейну, а не одному из многочисленных приледниковых озёр.
В конце XIX столетия возможность существования Балтийско-белеморского позднеледниковго соединения допускал уже А. А. Иностранцев в 1877 году, позднее в её поддержку высказывались Герхард де Геер (1894),  Вильгельм Рамзай (1896). Последний предполагал пролив по линии Финский залив — Ладожское озеро — долина Свири — Онежское озеро — долина реки Кумса — Сегозеро — Сегежа — Повенчанка — Маткозеро — Выгозеро — Нижний Выг — Онежская губа Белого моря.
В работах 1919, 1921 и 1928 годов Рамзай и продолживший его работу Матти Саурамо (1929), на основании изучения древних береговых линий в Финляндии и ревизии ранее собранных данных пришли к выводам об уровне Иольдиевого моря и величине гляциоизостатического поднятия в последующее время, которое исключало существование морского пролива в восточной Карелии. Их выводы приняли К. К. Марков (1935), Эса Хюппя (1932, 1937), Мунте, .
С 1920-х годов, помимо геоморфологических свидетельств, для доказательства существования пролива начинает привлекаться палеонтологический материал: находки раковин моллюсков и экзоскелетов диатомовых водорослей, которые в настоящее время обитают только в морских водоёмах, на территории предполагаемого пролива могли бы служить прямым доказательством его существования.
В 1926 году С. А. Яковлев обнаружил на территории Ленинграда богатые морскими диатомеями осадки, которые он приписал Иольдиевому морю. Это послужило для него основанием для принятия гипотезы Балтийско-беломорского соединения: без альтернативного западному (через проливы на территории центральной Швеции) источника поступления солёных вод в Финский залив столь высокая солёность представлялась необъяснимой. В 1928 году морские диатомовые были обнаружены Е. Н. Дьяконовой-Савельевой и Б. Ф. Земляковым в районе Повенеца. В последующие годы подобные находки были сделаны в различных местах на Онежско-ладожском и Онежско-беломорском водоразделах и рассматривались как прямое доказательство существования морского пролива.
Представления о времени существования гипотетического пролива так же претерпели изменения. Геологи XIX века, которые разделяли идею восточного соединения, связывали его с единственной известной им морской фазой истории Балтики — Иольдиевым морем. Но исследования Леннарда фон Поста и Саурамо продемонстрировали, что Иольдиевое море сформировалось в результате катастрофического спуска Балтийского ледникового озера после отступления ледникового покрова в центральной Швеции на север от горы Билинген. Падение уровня в Балтийском бассейне составило 25—27 метров, соответственно, гипотеза восточного соединения в Иольдиевое время предполагала понижение уровня водораздела на востоке, как минимум, на ту же величину. С другой стороны, уже в начале XX века были получены свидетельства ещё одного (первого) спуска Балтийского ледникового озера. В 1928 году Мунте впервые выдвинул гипотезу о существовании водоёма с солёной водой в Балтийском бассейне в эпоху, предшествовавшую последнему подъёму уровня Балтийского ледникового озера, которую он обозначил как «I Иольдиевое море». Именно этот морской водоём, а не более позднее «классическое» Иольдиевое море, рассматривались как результат проникновения солёной воды из Белого моря всеми сторонниками идеи Балтийско-беломорского пролива, поддерживавшими эту гипотезу в последующие годы.
В 1936 году Хюппя, основываясь на находках в позднеледниковых отложениях морских диатомовых, предложил альтернативный маршрут Балтийско-беломорского пролива: узкий глубокий залив в восточной Финляндии и далее в Белое море по долине современной реки Кемь.
В 1944 году Карл Мельдер на основании находок морских даиатомовых на в долине реки Шуя на высоте до 130 метров над уровнем моря пришёл к заключению о существовании морского пролива между котловинами Ладожского и Онежского озера в северной части Онежско-Ладожского перешейка на территории Шуйской тектонической депрессии.
В 1954 году в ходе анализа литологии ленточных глин южной Финляндии Эбба де Геер нашла свидетельства двукратного проникновение солёных вод в Балтику с востока в позднеледниковое время.
По влиянием перечисленных свидетельств, в работах 1947 и 1954 годов, а затем и в своём итоговом труде "История балтийского моря" (1958) Саурамо постулирует Балтийско-беломорское соединение в виде короткоживущего узкого пролива через Ладожское и Онежское озёра в начале Аллерёда.

## Современные представления
Представления о существовании Балтийско-беломорского соединения доминировали в науке до середины 1960 годов.
Уже в 1950-е годы некоторые авторы (Г. С. Бискэ, Г. И. Горецкий) высказывали предположение о происхождении многочисленных находок морских диатомовых из переотложеных осадков последнего (микулинского) межледникового периода. Существование морского пролива между Балтийским морем и Северным ледовитым океаном для этой эпохи было доказано Рамзаем (1898) и впоследствии не оспаривалось. К тем же выводам относительно происхождения диатомей и возможности существования пролива пришла Н. Н. Давыдова в 1967 году. В 1991 году группе исследователей, во главе с Матти Саарнисто выполнила сравнение видового состава морских диатомей из осадков, возраст которых соответствовал предполагаемому времени существования пролива. Сравнение образцов с Онежско-беломорского водораздела (125 метров над уровнем моря) с образцами, полученными на высоте 150 метров (то есть, заведомо выше самых смелых оценок уровня предполагаемого пролива) не выявило существенных различий. Таким образом, было доказана их происхождение в результате переотложения ископаемых старшего  возраста.
Д. Д. Квасов в 1977 году доказал, что во время предполагаемого существования I Иольдиевого моря территория пролива ещё была покрыта льдами. К тем же выводам позволил прийти радиоуглеродный анализ пыльцевых комплексов выполненный в 1970-х годов. Высота водоразделов на пути предполагаемого пролива значительно превышает современные оценки изостатических и эвстатических колебаний уровня моря в послеледниковую эпоху, таким образом, совершенно исключает возможность его существования, что было неоднократно продемонстрировано в работах отечественных и зарубежных авторов.
Несмотря на наличие консенсуса относительно невозможности существования Балтийско-беломорского пролива в послеледниковое время и неоднократных заявлениях о «закрытии» вопроса продолжают появляться публикации, допускающие его существование.

## Комментарии
1. ↑  Пролив не получил общепринятого собственного наименования. Название Ловенов пролив[1][2] или Ловеновский пролив[3] встречается в немногочисленных русскоязычных источниках
2. ↑  Издана в виде статьи в 1862 году[4]
3. ↑  Ко второй группе он относил Myoxocephalus quadricornis, Gammaracanthus lacustris, Mesidotea entomon
4. ↑  в действительности — существенно больше, так как за прошедшее время уровень моря так же вырос
5. ↑  Марков, впрочем, допускал соединение Белого моря с Онежским озером[30]
6. ↑  Эта стадия не получила общепринятого наименования и известна в литературе как:«I Иольдиевое море» (Мунте, 1928)[31], «Позднеледниковое Иольдиевое море» (Саурамо, 1958), «Карельское ледниковое море» (Хюппя, 1966), «Балтийское ледниковое море» (Mörner, 1977)[34][35]
7. ↑  В частности, эта точка зрения нашла отражение в БСЭ[36].